# Soufiane Tekaya
Soufiane Tekaya, né le 12 octobre 1960 à Bizerte, est un homme politique et ingénieur tunisien. Il est ministre du Tourisme depuis le 25 août 2024.